# Auye jezik
Auye jezik (auwje; ISO 639-3: auu), jedan od pet jezika podskupine wissel lakes, šire zapadne transnovogvinejske skupine, kojim govori 350 (1995 SIL) ljudi u indonezijskoj regenciji Paniai na otoku Nova Gvineja.
Srodan je jeziku ekari [ekg]. Ne smije se brkati s awyi ili Awye [auw]. Pismo: latinica.

## Vanjske poveznice
- Ethnologue (14th)
- Ethnologue (15th)